# Шох Іван Дмитрович
Іван Дмитрович Шох (12 листопада 1920, село Янівка, тепер село Іванівка Чернігівського району Чернігівської області — 2003, місто Чернігів Чернігівської області) — український радянський діяч, машиніст локомотивного депо станції Чернігів Південно-Західної залізниці Чернігівської області. Депутат Верховної Ради СРСР 7—9-го скликань.

## Біографія
Народився в селянській родині. Батьки рано померли, виховувався в родинах братів і сестер. Закінчив сільську семирічну школу. Трудову діяльність розпочав у тарному цеху Чернігівського макаронно-кондитерського комбінату.
Навчався в Чернігівській школі фабрично-заводського навчання, здобув спеціальність помічника машиніста.
У 1938—1941 роках — помічник машиніста паровозного депо станції Чернігів. Під час німецько-радянської війни перевозив боєприпаси та продовольство, ешелони поранених бійців Червоної армії.
Потім працював помічником машиніста на Ташкентській залізниці. У 1942—1943 роках — машиніст паровозного депо станції Торжок Калінінської області РРФСР. Закінчив курси машиністів. У 1943 році повернувся в Україну, працював на залізниці в районах Ніжина, Овруча, Коростеня.
З 1943 року — машиніст паровозного (потім — локомотивного) депо станції Чернігів Південно-Західної залізниці Чернігівської області. Ініціатор водіння великовагових поїздів.
Член ВКП(б) з 1951 року.
Потім — на пенсії в місті Чернігові.

## Нагороди
- ордени
- медалі